# Lãnh thổ tự trị (Đế quốc Anh)

Quốc kỳ Đế quốc Anh

Một lãnh thổ tự trị (dominion) là bất kỳ quốc gia nào trong số nhiều quốc gia tự quản của Đế quốc Anh, trước đây được gọi chung là Khối thịnh vượng chung Các quốc gia Anh (British Commonwealth of Nations). Hình thành từ các thuộc địa, mức độ tự quản của các thuộc địa này không đều trong giai đoạn cuối thế kỷ 19 cho đến những năm 1930. Dấu tích của Đế quốc Anh vẫn tồn tại ở một số quốc gia cho đến tận cuối thế kỷ 20. Với sự suy yếu của Đế quốc Anh sau khi Chiến tranh thế giới thứ II kết thúc vào năm 1945 và sự hình thành Khối thịnh vượng chung các quốc gia hiện đại (đôi khi các lãnh thổ tự trị trước đây thường được gọi là Khối thịnh vượng chung cũ), thành lập vào năm 1949, các lãnh thổ tự trị đã trở thành các quốc gia độc lập, hoặc là các nước cộng hòa Khối thịnh vượng chung hoặc các vương quốc Khối thịnh vượng chung .
Năm 1925, chính phủ Vương quốc Liên hiệp Anh thành lập Bộ Lãnh thổ tự trị từ Bộ Thuộc địa, và trong năm năm tiếp theo, cả hai bộ đều được quản lý bởi chung một bộ trưởng. "Quy chế lãnh thổ tự trị" lần đầu tiên được trao cho Úc, Canada, Nhà nước Tự do Ireland, New Zealand, Newfoundland và Nam Phi tại Hội nghị Đế quốc năm 1926 thông qua Tuyên bố Balfour năm 1926, công nhận Đại Anh và các lãnh thổ tự trị là "các cộng đồng tự trị (autonomous communities) trong Đế quốc Anh, có địa vị ngang nhau, không phụ thuộc vào nhau theo bất kỳ cách nào trong các khía cạnh của công việc đối nội hoặc đối ngoại của họ, mặc dù thống nhất bởi lòng trung thành chung với Vương miện và tự do liên kết với tư cách là thành viên của Khối thịnh vượng chung các quốc gia Anh". Quyền lập pháp đầy đủ của họ sau đó đã được xác nhận trong Quy chế Westminster năm 1931. Vào những năm 1920 và 1930, họ bắt đầu tự đại diện cho mình tại các tổ chức quốc tế, trong việc lập hiệp ước và tại các thủ đô của nước ngoài. Sau đó, Ceylon (nay là Sri Lanka), Ấn Độ và Pakistan cũng trở thành lãnh thổ tự trị trong một thời gian ngắn.
Với sự hình thành Khối Thịnh vượng chung các quốc gia sau Thế chiến thứ hai, thuật ngữ quốc gia Khối thịnh vượng chung (Commonwealth country) chính thức thay thế cho thuật ngữ lãnh thổ tự trị (dominion) trong cách sử dụng chính thức của Khối thịnh vượng chung. Quyết định này được đưa ra trong Hội nghị Thủ tướng Khối thịnh vượng chung năm 1949 khi Ấn Độ có ý định trở thành một nước cộng hòa, giúp cho hai thể chế đều có thể trở thành và duy trì tư cách thành viên đầy đủ của Khối thịnh vượng chung, và do đó thuật ngữ này dùng để chỉ các vương quốc và nước cộng hòa.
Sau đó, thuật ngữ dominion vẫn được sử dụng thêm ba mươi năm nữa đối với các quốc gia thuộc Khối thịnh vượng chung có nguyên thủ quốc gia là hoàng gia, mặc dù thuật ngữ này không còn tính pháp lý nữa. Dần dần, đặc biệt là sau năm 1953, thuật ngữ này đã được thay thế bằng thuật ngữ vương quốc (realm) với tư cách là các vương quốc bình đẳng của Vương miện Khối thịnh vượng chung.

## Định nghĩa

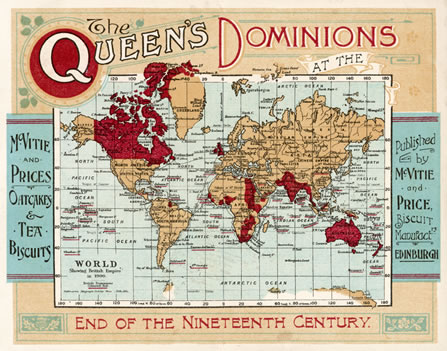
Bản đồ Đế quốc Anh dưới thời Nữ hoàng Victoria vào cuối thế kỷ XIX. “Dominion” là tất cả các lãnh thổ thuộc về Vương quyền.

Thuật ngữ dominion có nghĩa là "thứ được chế ngự hoặc cai trị". Người Anh sử dụng dominion để mô tả các thuộc địa hoặc lãnh thổ sở hữu của họ.
Việc sử dụng từ dominion để chỉ một lãnh thổ cụ thể trong Đế quốc Anh có từ thế kỷ 16 và đôi khi được dùng để mô tả Wales từ năm 1535 đến khoảng năm 1800, đặc biệt trong Đạo luật Luật pháp tại Wales năm 1535, khi đạo luật này được áp dụng cho "Dominion, Công quốc và Quốc gia Wales". Dominion, với tư cách là danh hiệu chính thức, được trao cho Thuộc địa Virginia vào khoảng năm 1660 và cho Lãnh thổ Tân Anh vào năm 1686.
Theo Đạo luật Bắc Mỹ thuộc Anh năm 1867, các thuộc địa tự quản một phần tại Bắc Mỹ thuộc Anh đã được thống nhất thành Lãnh thổ tự trị Canada. Chính quyền liên bang và tỉnh mới được hưởng đáng kể quyền lực địa phương, nhưng Anh giữ quyền tối cao về lập pháp, kiểm soát thương mại và chính sách quốc tế. Tại Hội nghị Đế quốc năm 1907, các chính thể tự quản của Canada và Thịnh vượng chung Úc lần đầu tiên được gọi chung là các lãnh thổ tự trị. Cũng trong năm này, hai thuộc địa tự quản khác là New Zealand và Newfoundland được gọi là các lãnh thổ tự trị. Tiếp theo là Liên hiệp Nam Phi vào năm 1910. Sắc lệnh Hội đồng sáp nhập đảo Síp năm 1914 tuyên bố rằng, kể từ ngày 5 tháng 11 năm 1914, hòn đảo "sẽ được sáp nhập và trở thành một phần lãnh thổ của Bệ hạ". Tuy nhiên, các lãnh thổ tự trị đã tham gia Thế chiến thứ nhất với tư cách là một phần của Đế quốc Anh chứ không phải là các quốc gia có chủ quyền riêng biệt.

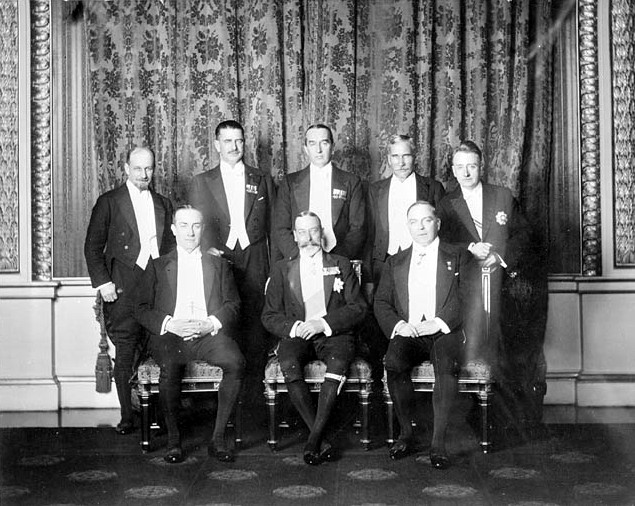
Vua George V (phía trước, giữa) và các thủ tướng tại Hội nghị Đế quốc năm 1926

Quy chế lãnh thổ tự trị được chính thức trao cho Úc, Canada, Nhà nước Tự do Ireland, New Zealand, Newfoundland và Nam Phi và tại Hội nghị Đế quốc năm 1926 để chỉ định "các cộng đồng tự trị trong Đế quốc Anh, có địa vị ngang nhau, không phụ thuộc vào nhau theo bất kỳ cách nào trong các khía cạnh của công việc đối nội hoặc đối ngoại của họ, mặc dù thống nhất bởi lòng trung thành chung với Vương miện và tự do liên kết với tư cách là thành viên của Khối thịnh vượng chung các quốc gia Anh". 
Chính phủ Anh do thủ tướng Lloyd George đứng đầu đã nhấn mạnh việc viết hoa chữ "D" trong "Dominion" khi đề cập đến Nhà nước Tự do Ireland trong Hiệp ước Anh-Ireland sẽ đảm bảo cho nó có cùng một địa vị hiến pháp nhằm tránh nhầm lẫn với thuật ngữ rộng hơn "lãnh thổ của Bệ hạ", ám chỉ toàn bộ Đế quốc Anh. Vào thời điểm thành lập Hội Quốc Liên năm 1924, Hiệp ước Hội Quốc Liên đã đưa ra điều khoản về việc thừa nhận bất kỳ "nhà nước, lãnh thổ tự trị hoặc thuộc địa tự quản hoàn toàn" nào,  hàm ý rằng "tình trạng của lãnh thổ tự trị nằm giữa tình trạng của một thuộc địa và một nhà nước".
Với việc thông qua Quy chế Westminster năm 1931, Anh và các lãnh thổ tự trị, không bao gồm Newfoundland, thành lập Khối Thịnh vượng chung các quốc gia Anh.
Thông qua quy chế, các lãnh thổ tự trị khẳng định sự độc lập hoàn toàn về mặt lập pháp, với quyền công nhận quốc vương với tư cách là nguyên thủ quốc gia của họ vốn trước đây chỉ dành riêng cho chính phủ Anh. Quy chế này cũng công nhận quyền tự chủ trong các vấn đề đối ngoại, bao gồm cả việc tham gia với tư cách là các quốc gia tự chủ trong Hội Quốc Liên với toàn quyền bổ nhiệm đại sứ tại các quốc gia khác.
Sau Thế chiến II, những thay đổi trong mối quan hệ hiến pháp giữa các quốc gia tiếp tục chia sẻ chủ quyền chung với Vương quốc Liên hiệp Anh đã dẫn đến việc thuật ngữ Dominion không còn được sử dụng nữa. Bộ Lãnh thổ tự trị chính thức được đổi tên thành Bộ Quan hệ Khối thịnh vượng chung vào năm 1947.

### "Lãnh thổ của Bệ hạ"
Tình trạng lãnh thổ tự trị (Dominion) được thiết lập theo Quy chế Westminster năm 1931 đã được viết hoa để phân biệt với ý nghĩa chung hơn là "trong lãnh thổ vương thất".
Cụm từ lãnh thổ vương thất hoặc lãnh thổ của Bệ hạ là cụm từ pháp lý và mang tính hiến pháp dùng để chỉ tất cả các vương quốc và lãnh thổ của quốc vương Anh, bất kể có độc lập hay không. Những vùng lãnh thổ này bao gồm Vương quốc Anh và các thuộc địa của nước này, bao gồm cả những vùng đã trở thành lãnh thổ tự trị. Các lãnh thổ phụ thuộc chưa bao giờ bị sáp nhập và không phải là thuộc địa vương thất, về mặt khái niệm là lãnh thổ nước ngoài và không "nằm trong lãnh thổ vương thất".  Khi các vùng lãnh thổ này, bao gồm các vùng bảo hộ và các quốc gia được bảo vệ (một địa vị có quyền tự quản lớn hơn), cũng như các lãnh thổ ủy trị của Hội Quốc Liên (sau này trở thành Lãnh thổ Ủy thác của Liên hợp quốc), được trao độc lập và đồng thời công nhận quốc vương Anh là nguyên thủ quốc gia, đạo luật trao độc lập của Vương quốc Liên hiệp Anh tuyên bố rằng một vùng lãnh thổ như vậy "sẽ trở thành một phần lãnh thổ của Bệ hạ", và do đó trở thành một phần lãnh thổ mà Nữ hoàng thực hiện chủ quyền, không chỉ là quyền bá chủ.
Theo luật quốc tịch Anh, tình trạng "lãnh thổ tự trị" bị bãi bỏ vào ngày 1 tháng 1 năm 1949, xét rằng mỗi lãnh thổ tự trị sẽ ban hành luật liên quan đến quyền công dân của riêng mình. Tuy nhiên, "quy chế lãnh thổ tự trị" vẫn còn tồn tại trong phạm vi rộng hơn của luật pháp Anh, bởi vì các đạo luật liên quan đến "quy chế lãnh thổ tự trị", chẳng hạn như Quy chế Westminster năm 1931, vẫn chưa bị bãi bỏ ở cả Vương quốc Anh và các lãnh thổ tự trị lịch sử như Canada. Thuật ngữ "trong phạm vi lãnh thổ vương thất" vẫn được áp dụng trong luật pháp Anh đối với những lãnh thổ mà quốc vương Anh vẫn là nguyên thủ quốc gia, và thuật ngữ "lãnh thổ tự quản" (self-governing dominion) được sử dụng trong một số luật.   Khi một vùng lãnh thổ không còn công nhận quốc vương là nguyên thủ quốc gia, tình trạng này sẽ thay đổi theo luật định. Một ví dụ cho trường hợp này là Đạo luật Ireland năm 1949, theo đó, Anh tuyên bố rằng Cộng hòa Ireland đã "không còn là một phần lãnh thổ của Bệ hạ".

## Lịch sử

### Chính quyền có trách nhiệm: tiền thân của quy chế lãnh thổ tự trị
Nền tảng của quy chế lãnh thổ tự trị được hình thành sau khi các thuộc địa của Anh đạt được quyền tự chủ nội bộ, dưới hình thức cụ thể là chính quyền có trách nhiệm hoàn toàn (khác với "chính quyền đại nghị"). Chính quyền thực dân có trách nhiệm bắt đầu xuất hiện vào giữa thế kỷ 19. Các cơ quan lập pháp của các thuộc địa có chính quyền có trách nhiệm có thể ban hành luật về mọi vấn đề, song vấn đề đối ngoại, quốc phòng và thương mại quốc tế vẫn thuộc về Quốc hội Vương quốc Liên hiệp Anh.
Nova Scotia, tiếp theo là Tỉnh Canada (bao gồm miền Nam Ontario và miền Nam Quebec ngày nay) là những thuộc địa đầu tiên có chính quyền có trách nhiệm vào năm 1848. Sau đó, các chính quyền có trách nhiệm hình thành ở Đảo Hoàng tử Edward vào năm 1851, và New Brunswick và Newfoundland vào năm 1855. Tất cả ngoại trừ Newfoundland và Đảo Hoàng tử Edward đều đồng ý thành lập một liên bang mới có tên là Canada từ năm 1867. Quốc hội Anh đã đồng ý theo Đạo luật Bắc Mỹ thuộc Anh năm 1867 (xem thêm Liên bang hóa Canada). Mục 3 của đạo luật gọi thực thể mới này là "lãnh thổ tự trị", là thực thể đầu tiên được thành lập. Từ năm 1870, lãnh thổ tự trị này bao gồm hai vùng lãnh thổ rộng lớn của Anh lân cận không có chính quyền tự quản: Đất Rupert và Lãnh thổ Tây Bắc; theo thời gian, những vùng này dần trở thành các tỉnh hiện tại là Manitoba, Saskatchewan và Alberta, và ba vùng lãnh thổ hiện tại là Lãnh thổ Tây Bắc, Yukon và Nunavut. Vào năm 1871 và 1873, thuộc địa vương thất British Columbia và Đảo Hoàng tử Edward lần lượt trở thành một tỉnh của Canada. Newfoundland, trở thành một lãnh thổ tự trị vào năm 1907, sau đó từ bỏ quyền tự quản, cho phép Anh Quốc quản lý trực tiếp vào năm 1934, và cuối cùng trở thành một tỉnh bang của Canada vào năm 1949 sau cuộc trưng cầu dân ý.
Các điều kiện mà bốn thuộc địa riêng biệt của Úc là New South Wales, Tasmania, Tây Úc, Nam Úc, và New Zealand có thể giành được chính quyền có trách nhiệm hoàn toàn đã được chính phủ Anh nêu ra trong Đạo luật Hiến pháp Úc năm 1850. Đạo luật này cũng tách Thuộc địa Victoria (năm 1851) khỏi New South Wales. Trong năm 1856, chính quyền có trách nhiệm đã được thành lập tại New South Wales, Victoria, Nam Úc, và Tasmania, và New Zealand. Phần còn lại của New South Wales được chia thành ba thuộc địa mới vào năm 1859, hình thành nên biên giới nội bộ của NSW ngày nay. Chúng bao gồm thuộc địa Queensland, với chính quyền tự quản có trách nhiệm riêng, và Lãnh thổ phía Bắc (không được cấp chính quyền tự quản trước khi quá trình liên bang hóa các Thuộc địa Úc diễn ra). Tây Úc không được hưởng quyền tự chủ cho đến năm 1891, chủ yếu là do sự phụ thuộc tài chính liên tục vào chính phủ Anh. Sau các cuộc đàm phán kéo dài, với sự tham gia của New Zealand ban đầu, sáu thuộc địa của Úc có chính quyền có trách nhiệm và các vùng lãnh thổ phụ thuộc đã đồng ý liên bang hóa theo đường lối của Canada, trở thành Thịnh vượng chung Úc vào năm 1901.
Ở Nam Phi, Thuộc địa Cape trở thành thuộc địa tự quản đầu tiên của Anh vào năm 1872. Cho đến năm 1893, Thuộc địa Cape cũng kiểm soát Thuộc địa Natal riêng biệt. Sau Chiến tranh Boer lần thứ hai (1899–1902), Đế quốc Anh đã nắm quyền kiểm soát trực tiếp các nước Cộng hòa Boer, nhưng sau đó đã chuyển giao quyền tự quản hạn chế cho Transvaal vào năm 1906 và Thuộc địa Orange River vào năm 1907.

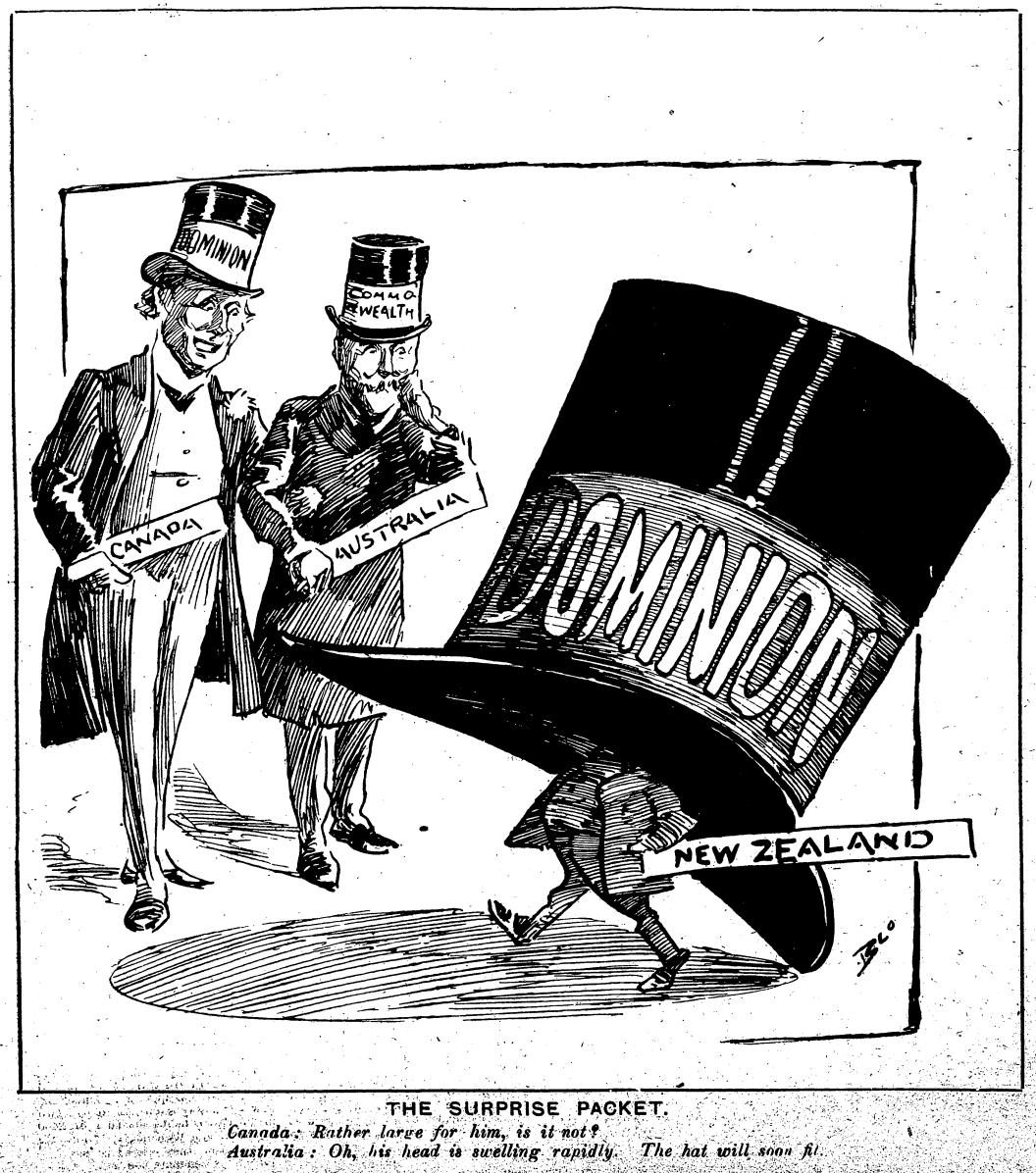
Tờ New Zealand Observer (1907) mô tả Thủ tướng New Zealand Joseph Ward trông giống một chú lùn kiêu kỳ đội chiếc mũ chóp cao gắn chữ "Dominion" khổng lồ. Chú thích có nội dung: Món quà bất ngờ:
Canada: "Có vẻ chiếc mũ này quá cỡ nhỉ?"
Úc: "À thì, đầu của hắn phồng lên nhanh quá. Chiếc mũ chắc sẽ sớm vừa thôi."

Thịnh vượng chung Úc được công nhận là một lãnh thổ tự trị vào năm 1901, sau đó, Lãnh thổ tự trị New Zealand và Lãnh thổ tự trị Newfoundland chính thức được trao quy chế lãnh thổ tự trị vào năm 1907, và Liên hiệp Nam Phi vào năm 1910.

### Liên bang hóa Canada và sự phát triển của thuật ngữDominion
Liên quan đến các đề xuất cho chính phủ tương lai của Bắc Mỹ thuộc Anh, việc sử dụng thuật ngữ "Dominion" đã được Samuel Leonard Tilley đề xuất tại Hội nghị London năm 1866 khi thảo luận về quá trình liên bang hóa tại các tỉnh Canada (sau đó trở thành các tỉnh Ontario và Quebec), Nova Scotia và New Brunswick, theo đó sẽ hợp nhất các tỉnh này thành "một lãnh thổ tự trị dưới tên Canada", liên bang đầu tiên bên trong Đế quốc Anh. Đề xuất của Tilley được lấy từ Thi thiên 72, câu tám, "Ngài cũng sẽ cai trị (dominion) từ biển này tới biển kia, và từ sông cho đến tận cùng trái đất", là cơ sở của tiêu ngữ Canada "A Mari Usque Ad Mare". Chính phủ mới của Canada theo Đạo luật Bắc Mỹ thuộc Anh năm 1867 bắt đầu sử dụng cụm từ "Lãnh thổ tự trị Canada" để chỉ quốc gia mới rộng lớn hơn. Tuy nhiên, quá trình liên bang hóa Canada lẫn việc thông qua danh hiệu "Dominion" đều không gia tăng quyền tự chủ hay quyền hạn mới cho cấp chính quyền liên bang mới này. Thượng nghị sĩ Eugene Forsey đã viết rằng các quyền lực có được từ những năm 1840 để thiết lập hệ thống chính quyền có trách nhiệm ở Canada sẽ chỉ được chuyển giao cho chính quyền lãnh thổ tự trị mới:
Đến thời điểm Liên bang hóa vào năm 1867, hệ thống này đã hoạt động ở hầu hết khu vực hiện nay là miền trung và miền đông Canada trong gần 20 năm. Nhóm lập quốc của Liên bang đơn giản chỉ tiếp tục sử dụng hệ thống mà họ đã quen thuộc—một hệ thống vốn đã vận hành và vận hành tốt.

Học giả về hiến pháp Andrew Heard lập luận rằng quá trình liên bang hóa không thay đổi hợp pháp tình trạng thuộc địa của Canada thành bất kỳ tình trạng gì tương tự tình trạng lãnh thổ tự trị sau này của nước này.
Khi mới được thành lập vào năm 1867, địa vị thuộc địa của Canada được thể hiện rõ qua sự lệ thuộc chính trị và pháp lý vào quyền tối cao của Đế quốc Anh trên mọi phương diện của chính quyền — lập pháp, tư pháp và hành pháp. Nghị viện Đế quốc tại Westminster có thể ban hành luật về bất kỳ vấn đề nào liên quan đến Canada và có quyền bác bỏ bất kỳ đạo luật địa phương nào; tòa án phúc thẩm cuối cùng cho các vụ kiện tụng tại Canada là Ủy ban Tư pháp của Hội đồng Cơ mật ở London; Toàn quyền Canada giữ một vai trò thực chất với tư cách là đại diện cho chính phủ Anh; và quyền hành pháp tối cao thuộc về Quốc vương Anh — người chỉ nhận lời khuyên từ các bộ trưởng Anh trong việc thực thi quyền lực đó. Canada giành được độc lập là nhờ từng bước loại bỏ những mối quan hệ lệ thuộc này.

Khi Liên bang Canada được thành lập vào năm 1867, nước này được trao quyền tự trị để giải quyết mọi vấn đề nội bộ, nhưng Anh quốc vẫn giữ quyền tối cao lập pháp toàn diện. Quyền tối cao này của Đế quốc có thể được thực thi thông qua một số biện pháp lập pháp cụ thể.
Trước hết, Đạo luật Bắc Mỹ thuộc Anh năm 1867 (British North America Act of 1867) quy định tại Điều 55 rằng Toàn quyền có thể hoãn việc phê chuẩn bất kỳ đạo luật nào được thông qua bởi hai viện của Quốc hội để chờ “ý chỉ của Bệ hạ”, và ý chỉ này sẽ được quyết định theo Điều 57 bởi Quốc vương Anh cùng Hội đồng Cơ mật.
Thứ hai, Điều 56 yêu cầu Toàn quyền phải gửi một bản sao của bất kỳ đạo luật liên bang nào đã được phê chuẩn đến “một trong các Quốc vụ khanh chính của Bệ hạ” tại London. Sau đó, trong vòng hai năm kể từ khi nhận được bản sao này, Quốc vương Anh cùng Hội đồng có thể hủy bỏ đạo luật đó.
Thứ ba, có ít nhất bốn đạo luật của Đế quốc đã hạn chế quyền lập pháp của Canada. Đạo luật về tính hợp lệ của luật thuộc địa năm 1865 (Colonial Laws Validity Act 1865) quy định rằng không một đạo luật nào của thuộc địa có thể hợp pháp nếu mâu thuẫn, sửa đổi, hoặc bãi bỏ luật của Đế quốc mà được áp dụng rõ ràng hoặc mặc nhiên đối với thuộc địa đó. Đạo luật Vận tải biển năm 1894 (Merchant Shipping Act 1894) và Đạo luật Tòa án Đô đốc thuộc địa năm 1890 (Colonial Courts of Admiralty Act 1890) yêu cầu mọi đạo luật của Dominion về các lĩnh vực này phải được trình lên chính phủ Anh để phê chuẩn. Ngoài ra, Đạo luật Cổ phiếu thuộc địa năm 1900 (Colonial Stock Act 1900) cho phép chính phủ Anh hủy bỏ bất kỳ đạo luật nào của lãnh thổ tự trị nếu cho rằng luật đó gây hại đến quyền lợi của các cổ đông người Anh đang nắm giữ chứng khoán tín thác của các lãnh thổ tự trị.
Tuy nhiên, điều quan trọng nhất là Nghị viện Anh vẫn có quyền tối cao theo thông luật để ban hành bất kỳ đạo luật nào về bất kỳ vấn đề nào liên quan đến các thuộc địa.

Trong nhiều thập kỷ, các lãnh thổ tự trị này không được phép ký kết các hiệp ước quốc tế, cũng không thiết lập đại sứ quán hoặc lãnh sự quán riêng ở nước ngoài. Các hiệp ước quốc tế liên quan đến họ đều được London đại diện thực thi. Du lịch và thương mại được thực hiện thông qua các đại sứ quán và lãnh sự quán Anh. Ví dụ, các vấn đề liên quan đến thị thực và hộ chiếu bị mất hoặc bị đánh cắp của công dân thuộc lãnh thổ tự trị sẽ được thực hiện tại các cơ quan ngoại giao Anh. Tuy nhiên, vào cuối những năm 1930 và đầu những năm 1940, chính phủ các lãnh thổ tự trị đã thành lập đại sứ quán riêng của họ, bắt đầu bằng việc mở hai đại sứ quán đầu tiên của Úc và Canada tại Washington, DC, Hoa Kỳ.
Cho đến năm 1948, bất kỳ cư dân nào của thuộc địa hoặc lãnh thổ tự trị của Anh đều có địa vị là công dân Anh. Năm 1935, Đạo luật Quốc tịch và Quyền công dân Ireland hình thành nên những thứ cơ bản cho công dân Ireland, nhưng vẫn chưa tạo ra quyền công dân đầy đủ. Canada là quốc gia đầu tiên xác lập quyền công dân của riêng mình với Đạo luật Quốc tịch Canada năm 1946, sau đó Đạo luật Quốc tịch Anh năm 1948 tạo nên quyền công dân Khối thịnh vượng chung và các lãnh thổ tự trị sau đó cũng tự xác lập quyền công dân của riêng họ.
Như Heard giải thích sau này, chính phủ Anh hiếm khi sử dụng quyền hạn của mình đối với luật pháp Canada. Quyền lập pháp của Anh đối với chính sách nội địa của Canada phần lớn chỉ mang tính lý thuyết và việc thực thi chúng ngày càng không được chấp nhận vào những năm 1870 và 1880. Sự trỗi dậy của vị thế là một lãnh thổ tự trị và sau đó là nền độc lập hoàn toàn cho Canada và các thuộc địa khác của Đế quốc Anh không phải do Quốc hội Anh cấp các danh hiệu hoặc sự công nhận tương tự mà là do các sáng kiến do chính quyền mới của một số vùng lãnh thổ phụ thuộc trước đây của Anh thực hiện để khẳng định nền độc lập của họ và thiết lập các tiền lệ hiến pháp.
Điều đáng chú ý trong toàn bộ tiến trình này là nó được thực hiện với rất ít sửa đổi lập pháp. Phần lớn nền độc lập của Canada xuất phát từ việc hình thành các thỏa thuận chính trị mới, nhiều trong số đó đã được tiếp thu vào các phán quyết tư pháp nhằm diễn giải hiến pháp—dù có hoặc không có sự thừa nhận rõ ràng. Quá trình chuyển mình của Canada, từ chỗ là một phần không thể tách rời của Đế quốc Anh trở thành một quốc gia độc lập trong Khối Thịnh vượng chung, đã minh họa rõ nét cách mà các quy tắc hiến pháp cơ bản có thể tiến hóa thông qua sự tương tác giữa tập quán hiến pháp, luật pháp quốc tế, và luật quốc nội cũng như án lệ.

Điều quan trọng về việc thành lập liên bang Canada và Úc không phải là họ được Đế quốc trao ngay lập tức những quyền lực mới rộng rãi vào thời điểm thành lập, mà là do quy mô và uy tín lớn hơn nên những lãnh thổ tự trị này có khả năng thực thi các quyền lực hiện có và vận động hành lang để có được những quyền lực mới tốt hơn so với các thuộc địa khác nhau mà họ hợp nhất có thể làm riêng lẻ. Các lãnh thổ này đã đưa ra một mô hình mới mà các chính trị gia ở New Zealand, Newfoundland, Nam Phi, Ireland, Ấn Độ, Malaysia có thể áp dụng cho mối quan hệ của họ với Anh. Cuối cùng, "Ví dụ về việc giành được độc lập một cách hòa bình của [Canada] với hệ thống chính quyền Westminster đã được 50 quốc gia với tổng dân số hơn 2 tỷ người noi theo." 

### Hội nghị Đế quốc năm 1907
Các vấn đề về quyền tự quản của thực dân đã lan sang các vấn đề đối ngoại trong Chiến tranh Boer lần thứ hai (1899–1902). Các thuộc địa tự quản đã đóng góp đáng kể vào nỗ lực của Anh nhằm ngăn chặn cuộc nổi loạn, nhưng đảm bảo rằng họ đặt ra các điều kiện để tham gia vào các cuộc chiến tranh này. Các chính quyền thực dân đã nhiều lần hành động để đảm bảo rằng họ xác định được mức độ tham gia của mình vào các cuộc chiến tranh đế quốc trong quá trình xây dựng quân đội trước Thế chiến thứ nhất .
Sự khẳng định của các quốc gia tự quản đã được công nhận tại Hội nghị Đế quốc năm 1907, theo đề xuất của Thủ tướng Canada và Úc, đã đưa ra ý tưởng về các quốc gia tự quản bằng cách gọi Canada và Úc là các lãnh thổ tự trị. Hội nghị cũng bãi bỏ tên gọi "Hội nghị Thuộc địa" và yêu cầu phải tổ chức các cuộc họp thường xuyên để tham khảo ý kiến của các lãnh thổ tự trị trong việc điều hành các vấn đề đối ngoại của đế quốc.
Thuộc địa New Zealand đã từ chối tham gia vào quá trình liên bang hóa Úc sau đó. Vào ngày 26 tháng 9 năm 1907, lãnh thổ tự trị New Zealand được thành lập tại vùng thuộc địa này. Cũng trong ngày này, lãnh thổ tự trị Newfoundland đã được hình thành. Liên hiệp Nam Phi trở thành một lãnh thổ tự trị vào ngày 31 tháng 5 năm 1910.

### Chiến tranh thế giới thứ nhất và Hiệp ước Versailles

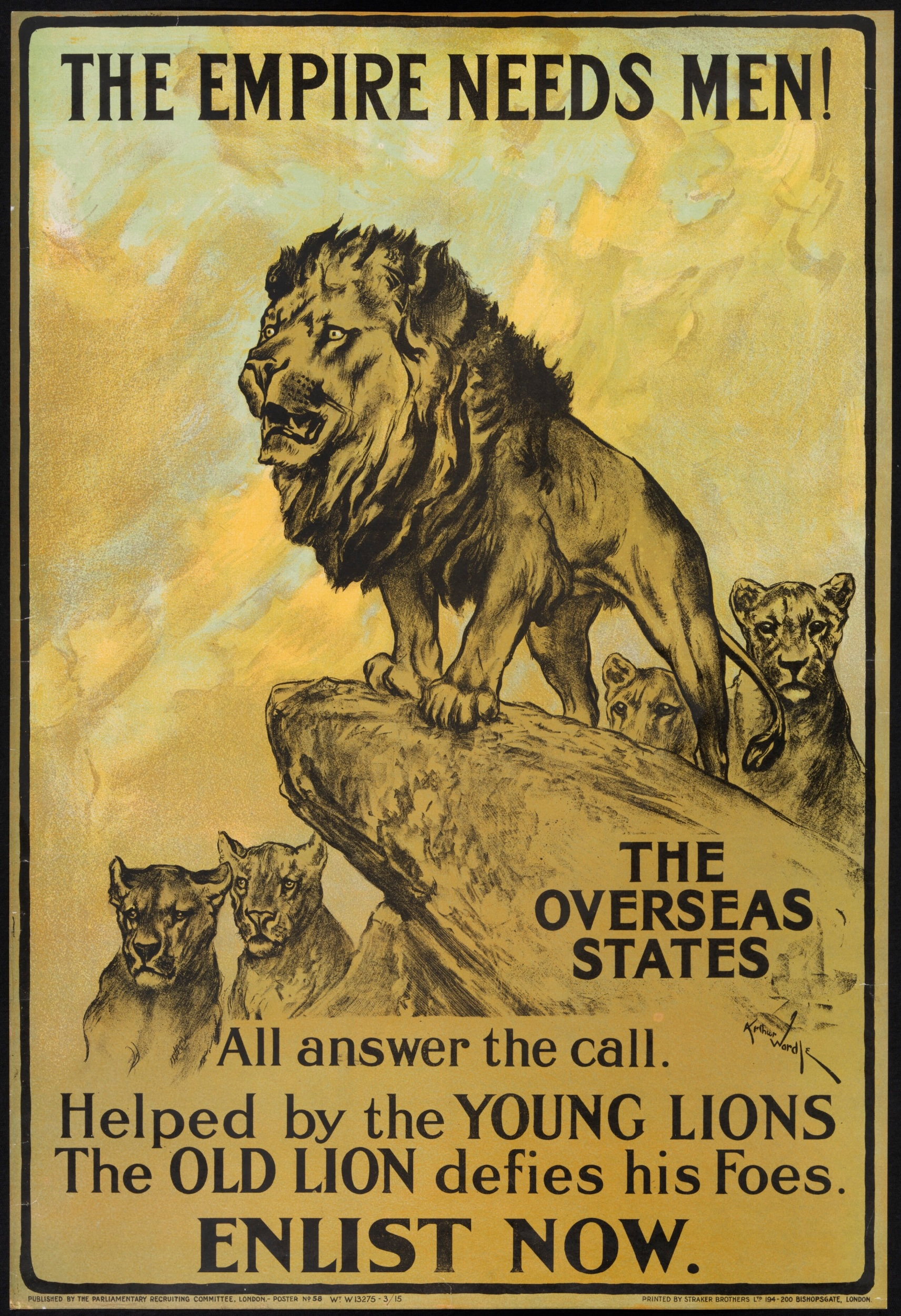
Ủy ban Tuyển chọn Nghĩa vụ quân sự của Quốc hội đã sản xuất tấm áp phích về Thế chiến thứ nhất này. Được thiết kế bởi Arthur Wardle, tấm áp phích này kêu gọi những người đàn ông từ các lãnh thổ tự trị của Đế quốc Anh tham gia vào nỗ lực chiến tranh.

Những sáng kiến và đóng góp của các thuộc địa Anh cho nỗ lực chiến tranh của Anh trong Thế chiến thứ nhất đã được Anh ghi nhận bằng việc thành lập Nội các Chiến tranh Đế quốc vào năm 1917, trao cho họ tiếng nói trong việc điều hành cuộc chiến. Địa vị lãnh thổ tự trị của các quốc gia tự quản, trái ngược với các danh hiệu tượng trưng được trao cho nhiều thuộc địa của Anh, được mở rộng năm 1919, khi các lãnh thổ tự trị ký Hiệp ước Versailles độc lập với chính phủ Anh và trở thành thành viên riêng lẻ của Hội Quốc Liên. Điều này đã chấm dứt tình trạng phụ thuộc hoàn toàn của các lãnh thổ tự trị.

### Nhà nước Tự do Ireland
Nhà nước Tự do Ireland, được thành lập năm 1922 sau Chiến tranh Anh-Ireland, đã bổ nhiệm một Toàn quyền không phải người Anh, không thuộc dòng dõi quý tộc là Timothy Michael Healy vào năm 1922, là lãnh thổ tự trị thứ ba thực hiện việc bổ nhiệm như thế sau nhiệm kỳ của Sir Gordon Drummond ở Canada và của Sir Walter Edward Davidson và Sir William Allardyce ở Newfoundland. Quy chế lãnh thổ tự trị chưa bao giờ được người dân Nhà nước Tự do Ireland chấp nhận, bởi lẽ họ coi đó là biện pháp giữ thể diện cho chính phủ Anh vốn không thể chấp nhận một nước cộng hòa ở nơi trước đây là lãnh thổ của Vương quốc Liên hiệp Anh và Ireland. Các chính phủ Ireland sau này đã liên tục giảm thiểu mối liên hệ hiến pháp với Vương quốc Anh. Vào năm 1937, Ireland, tên gọi mới của quốc gia này, đã thông qua một hiến pháp cộng hòa mới, bao gồm việc xác lập quyền lực cho tổng thống Ireland. Cùng lúc đó, một đạo luật quy định chức năng cho Nhà vua, bãi bỏ tư cách là Vua ở Ireland, và thay vào đó, Nhà vua sẽ là biểu tượng của sự hợp tác giữa các quốc gia thuộc Khối thịnh vượng chung mà Ireland liên kết, vẫn tiếp tục được áp dụng trong quan hệ đối ngoại. Các chức năng theo luật định cuối cùng của Nhà vua đối với Ireland đã bị bãi bỏ vào năm 1949.

### Tuyên bố Balfour năm 1926 và Quy chế Westminster
Tuyên bố Balfour năm 1926 và Quy chế Westminster sau đó vào năm 1931 đã hạn chế khả năng của Anh trong việc thông qua hoặc ban hành luật bên ngoài phạm vi quyền hạn của mình.
Cho đến năm 1931, Newfoundland được coi là thuộc địa của Vương quốc Liên hiệp Anh, chẳng hạn như trong tài liệu tham khảo năm 1927 của Ủy ban Tư pháp Hội đồng Cơ mật để phân định ranh giới Québec-Labrador. Quốc hội Anh Quốc đã trao quyền tự trị cho thuộc địa này thông qua Quy chế Westminster vào tháng 12 năm 1931.
Theo yêu cầu của Úc và New Zealand, Quy chế Westminster không được tự động áp dụng cho hai lãnh thổ tự trị này cho đến khi quốc hội của họ phê chuẩn. Do gần gũi về mặt kinh tế với Anh và sự phụ thuộc vào Anh về mặt quốc phòng, quốc hội của Úc và New Zealand đã trì hoãn việc phê chuẩn cho đến lần lượt vào năm 1942 và năm 1947.
Năm 1934, sau sự sụp đổ kinh tế của Newfoundland, và với sự chấp thuận của cơ quan lập pháp của mình, Anh đã đình chỉ quyền tự quản ở Newfoundland và tái lập quyền cai trị trực tiếp thông qua "Ủy ban Chính phủ", cho đến khi Newfoundland trở thành một tỉnh của Canada vào năm 1949.

#### Lãnh thổ tự trị da trắng
Úc, Canada, Nhà nước Tự do Ireland, New Zealand, Newfoundland và Nam Phi (trước khi trở thành một nước cộng hòa và tạm thời rời khỏi Khối thịnh vượng chung vào năm 1961), với dân số đông đảo có nguồn gốc châu Âu, đôi khi được gọi chung là "Các lãnh thổ tự trị da trắng".

## Lãnh thổ tự trị

### Danh sách các lãnh thổ tự trị
| Quốc gia                                                               | Thời điểm bắt đầu | Thời điểm kết thúc | Tình trạng hiện tại |
| ---------------------------------------------------------------------- | ----------------- | ------------------ | --- |
| Canada                                                                 | 1867              |                    | Tiếp tục là một vương quốc Khối thịnh vượng chung. Dominion được trao làm danh hiệu của đất nước trong hiến pháp năm 1867, thay thế cho danh hiệu "vương quốc". |
| Australia                                                              | 1901              |                    | Tiếp tục là một vương quốc Khối thịnh vượng chung. |
| New Zealand                                                            | 1907              |                    | Tiếp tục là một vương quốc Khối thịnh vượng chung. |
| Newfoundland                                                           | 1907              | 1949               | Thuộc địa Newfoundland được trao quy chế chính quyền có trách nhiệm từ năm 1855 đến năm 1907 khi trở thành một lãnh thổ tự trị. Theo khuyến nghị của Ủy ban Hoàng gia và theo yêu cầu của Nghị viện Lập pháp và Hội đồng Lập pháp của Newfoundland, chính quyền nghị viện đã bị đình chỉ vào năm 1934, do những khó khăn tài chính nghiêm trọng phát sinh từ cuộc suy thoái và một loạt các cuộc bạo loạn chống lại chính quyền Newfoundland vào năm 1932. Năm 1934, Newfoundland trở lại chế độ cai trị trực tiếp của Anh, do một ủy ban chính quyền không được bầu do chính phủ Anh bổ nhiệm quản lý. Năm 1949, Newfoundland gia nhập Canada và cơ quan lập pháp được khôi phục sau 16 năm Anh trực tiếp cai trị. |
| South Africa                                                           | 1910              | 1961               | Duy trì chế độ quân chủ cho đến khi trở thành nước cộng hòa vào năm 1961 theo Đạo luật Hiến pháp Cộng hòa Nam Phi năm 1961, được Quốc hội Nam Phi thông qua, tên gọi đầy đủ là "Thành lập Cộng hòa Nam Phi và giải quyết các vấn đề liên quan", được phê chuẩn vào ngày 24 tháng 4 năm 1961 và có hiệu lực vào ngày 31 tháng 5 năm 1961. |
| Nhà nước tự do Ireland (1922–1937) Cộng hòa Ireland (Éire) (1937–1949) | 1922              | 1949               | Mối liên hệ với chế độ quân chủ đã chấm dứt khi Đạo luật Cộng hòa Ireland năm 1948 được thông qua, có hiệu lực vào ngày 18 tháng 4 năm 1949 và tuyên bố rằng đất nước này là một nước cộng hòa. |
| Ấn Độ                                                                  | 1947              | 1950               | Liên hiệp Ấn Độ trở thành cộng hòa liên bang sau khi hiến pháp được thông qua vào ngày 26 tháng 1 năm 1950. Đây là quốc gia đầu tiên trong Khối thịnh vượng chung dưới chính thể cộng hòa. |
| Pakistan (bao gồm Đông Pakistan, nhưng không tính Gwadar)              | 1947              | 1956               | Duy trì chế độ quân chủ cho đến ngày 23 tháng 3 năm 1956 khi quốc gia này trở thành một nước cộng hòa dưới tên gọi "Cộng hòa Hồi giáo Pakistan", theo hiến pháp năm 1956. |
| Ceylon                                                                 | 1948              | 1972               | Duy trì chế độ quân chủ cho đến năm 1972 khi trở thành nước cộng hòa dưới tên gọi Sri Lanka. |

1. ↑  Nhà nước Tự do Ireland được đổi tên thành Éire trong tiếng Ireland hoặc Ireland trong tiếng Anh vào năm 1937. Trong giai đoạn 1937–1949, lãnh thổ này luôn được chính phủ Anh gọi là "Eire".

## Từ các lãnh thổ tự trị đến các quốc gia thuộc Khối thịnh vượng chung

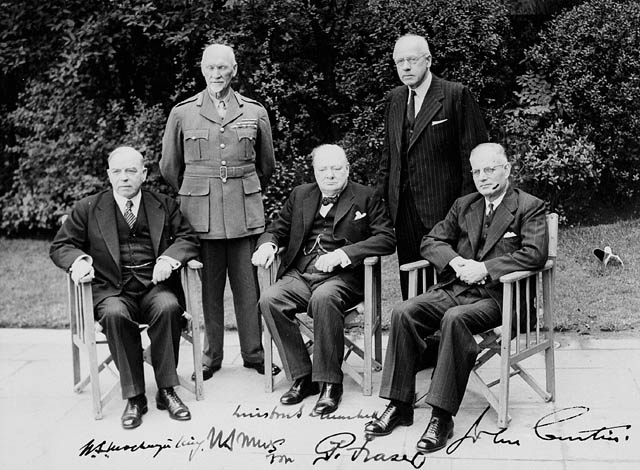
Thủ tướng Anh và bốn quốc gia tự trị lớn tại Hội nghị Thủ tướng Khối thịnh vượng chung năm 1944. Từ trái sang phải: William Lyon Mackenzie King (Canada); Jan Smuts (Nam Phi); Winston Churchill (Anh); Peter Fraser (New Zealand); John Curtin (Úc)

Ban đầu, các quốc gia tự trị thực hiện chính sách thương mại riêng, một số quan hệ đối ngoại hạn chế và có lực lượng vũ trang tự chủ, mặc dù chính phủ Anh tuyên bố và thực hiện quyền độc quyền tuyên chiến. Tuy nhiên, sau khi thông qua Quy chế Westminster, việc phụ thuộc vào Vương quyền Vương quốc Liên hiệp Anh đã không còn nữa, khi Vương quyền không còn được gọi là Vương quyền của bất kỳ vùng lãnh thổ cụ thể nào nữa mà chỉ đơn giản là "Vương quyền". Arthur Berriedale Keith, trong bài phát biểu và các tài liệu về các lãnh thổ tự trị của Vương quốc Liên hiệp Anh 1918–1931, đã tuyên bố rằng "Các Lãnh thổ tự trị là những quốc gia có chủ quyền trên trường quốc tế theo nghĩa rằng, nhà vua, xét riêng đối với từng Lãnh thổ của Ngài (trừ Newfoundland), được coi là một quốc gia như vậy theo luật pháp quốc tế". Sau đó, những quốc gia trước đây được gọi là "lãnh thổ tự trị" đã trở thành các vương quốc Khối thịnh vượng chung, nơi mà quốc vương không chỉ trị vì với tư cách là quốc vương Anh nữa mà là quốc vương của mỗi quốc gia riêng biệt và được coi là bình đẳng với Vương quốc Anh và với nhau.
Chiến tranh thế giới thứ hai đã làm suy yếu nghiêm trọng vị thế lãnh đạo thương mại và tài chính vốn đã lụi tàn của Anh, đồng thời gia tăng khoảng cách mối quan hệ chính trị giữa Anh và các lãnh thổ tự trị. Vào tháng 2 năm 1942, Thủ tướng Úc John Curtin đã phản đối lệnh của Thủ tướng Anh Winston Churchill rằng quân đội Úc sẽ được chuyển hướng để bảo vệ Miến Điện do Anh cai trị (Sư đoàn 7 của Úc khi đó đang trên đường từ Trung Đông đến Úc để phòng thủ trước cuộc xâm lược dự kiến của Nhật Bản). Hành động chưa từng có này đã chứng minh rằng các chính phủ lãnh thổ tự trị không gắn lợi ích quốc gia của họ vào viễn cảnh chiến lược của Anh nữa. Để đảm bảo rằng Úc có toàn quyền pháp lý để hành động độc lập, đặc biệt là liên quan đến các vấn đề đối ngoại, công nghiệp quốc phòng và hoạt động quân sự, và để xác nhận hành động độc lập trước đây của mình trong các lĩnh vực này, Úc đã chính thức thông qua Quy chế Westminster vào tháng 10 năm 1942, mặc dù họ đã lùi ngày thông qua về thời điểm bắt đầu chiến tranh vào tháng 9 năm 1939.
Bộ Lãnh thổ tự trị đã sáp nhập với Bộ Các vấn đề về Ấn Độ (India Office) thành Bộ Quan hệ Khối thịnh vượng chung sau khi Ấn Độ và Pakistan giành được độc lập vào tháng 8 năm 1947. Quốc gia cuối cùng chính thức trở thành một lãnh thổ tự trị là Ceylon vào năm 1948.
Khi Đạo luật Quốc tịch Anh năm 1948 có hiệu lực vào ngày 1 tháng 1 năm 1949, các lãnh thổ tự trị trước đây đã hoàn toàn độc lập và thông qua luật riêng để quản lý quốc tịch. Trong luật quốc tịch Anh, các quốc gia lãnh thổ tự trị sau đó được gọi là "các quốc gia độc lập trong Khối thịnh vượng chung"; các quốc gia phụ thuộc cũ khác của Anh gia nhập Khối thịnh vượng chung sẽ được thêm vào danh sách "Các quốc gia độc lập trong Khối thịnh vượng chung" khi họ giành được độc lập.
Ireland không còn là thành viên của Khối thịnh vượng chung vào ngày 18 tháng 4 năm 1949, khi Đạo luật Cộng hòa Ireland năm 1948 có hiệu lực. Sự kiện này chính thức báo hiệu sự kết thúc của mối liên hệ chung về mặt hiến pháp giữa các vùng phụ thuộc trước đây với Vương quyền Anh Quốc. Ấn Độ cũng đã thông qua hiến pháp cộng hòa vào tháng 1 năm 1950. Không giống như nhiều vùng phụ thuộc trở thành nước cộng hòa, Ireland không bao giờ tái gia nhập Khối thịnh vượng chung vốn chấp nhận quốc vương Anh là người đứng đầu, mặc dù hầu hết các quốc gia riêng lẻ trong khối đã trở thành nước cộng hòa.
Sau khi Nữ hoàng Elizabeth II lên ngôi vào năm 1952, bà được tuyên bố không chỉ là Nữ hoàng của Vương quốc Anh mà còn là Nữ hoàng của Canada, Nữ hoàng của Úc, Nữ hoàng của New Zealand, Nữ hoàng của Nam Phi và tất cả các "vương quốc và lãnh thổ" khác của bà, v.v., khiến cho sự độc lập của các vương quốc riêng biệt càng được được củng cố. Điều này cũng phản ánh sự thay đổi từ Dominion (lãnh thổ tự trị) sang realm (vương quốc); trong tuyên bố các tước hiệu mới của Nữ hoàng Elizabeth II vào năm 1953, cụm từ "of her other Realms and Territories" đã thay thế "Dominion" bằng một từ tiếng Pháp thời trung cổ khác có cùng hàm ý, "realm" (từ royaume). Vì vậy, gần đây, khi nhắc đến một trong mười lăm quốc gia trong Khối thịnh vượng chung có chung một quốc vương, cụm từ Vương quốc thịnh vượng chung đã trở nên phổ biến thay vì Dominion để phân biệt các quốc gia Khối thịnh vượng chung vẫn tiếp tục coi một quốc vương chung là nguyên thủ quốc gia (Úc, Canada, New Zealand, Jamaica, v.v.) với các quốc gia khác không làm thế (Ấn Độ, Pakistan, Nam Phi, v.v.). Thuật ngữ "Dominion" vẫn xuất hiện trong hiến pháp Canada, nhưng lỗi thời do chính phủ Canada không tích cực sử dụng. Thuật ngữ "realm" cũng không xuất hiện trong hiến pháp Canada.
Thông lệ chỉ định một đại diện ngoại giao có tên là "Cao ủy" (thay vì "đại sứ") để liên lạc giữa chính phủ của một lãnh thổ tự trị và chính phủ Anh tại London vẫn được thực thi đối với các thành viên của Khối thịnh vượng chung, bao gồm cả những quốc gia chưa bao giờ là lãnh thổ tự trị và những quốc gia đã trở thành nước cộng hòa.

### Các lãnh thổ mới độc lập đôi khi được gọi là lãnh thổ tự trị
Thuật ngữ "lãnh thổ tự trị" (Dominion) vẫn được sử dụng không chính thức trong một vài năm khi liên quan đến các vùng lãnh thổ mới giành được độc lập và đôi khi được dùng để chỉ tình trạng của các vùng lãnh thổ trước đây của Anh trong thời kỳ ngay sau khi giành được độc lập trong khi vẫn tiếp tục công nhận quốc vương Anh là nguyên thủ quốc gia và hình thức chính phủ là nền dân chủ nghị viện theo kiểu Westminster. Tình trạng pháp lý của lãnh thổ tự trị trong luật quốc tịch Anh đã không còn tồn tại vào ngày 1 tháng 1 năm 1949. Tuy nhiên, các nhà lãnh đạo của phong trào độc lập đôi khi kêu gọi địa vị lãnh thổ tự trị như một giai đoạn trong các cuộc đàm phán giành độc lập (ví dụ, Kwame Nkrumah của Ghana). Hơn nữa, trong khi các quốc gia độc lập này vẫn tiếp tục coi quốc vương Anh là nguyên thủ quốc gia, họ vẫn "nằm trong lãnh thổ vương thất" theo luật pháp Anh, gây nên sự nhầm lẫn về thuật ngữ. Sau đó vài năm, những bản hiến pháp này được thay thế bằng hiến pháp cộng hòa.
After World War II, Britain attempted to repeat the Dominion model in decolonising the Caribbean. ... Though several colonies, such as Guyana and Trinidad and Tobago, maintained their formal allegiance to the British monarch, they soon revised their status to become republics. Britain also attempted to establish a Dominion model in decolonising Africa, but it, too, was unsuccessful. ... Ghana, the first former colony declared a Dominion in 1957, soon demanded recognition as a republic. Other African nations followed a similar pattern throughout the 1960s: Kenya, Malawi, Nigeria, Tanganyika, and Uganda. In fact, only the Gambia, Mauritius, and Sierra Leone retained their Dominion status for more than three years.

Như vậy, thuật ngữ lãnh thổ tự trị đôi khi được áp dụng ở Châu Phi cho Ghana (trước đây là Bờ biển Vàng) trong giai đoạn từ năm 1957 đến năm 1960, khi nó trở thành Cộng hòa Ghana; Nigeria từ năm 1960 đến năm 1963, khi nó trở thành Cộng hòa Liên bang Nigeria; Uganda từ năm 1962 đến năm 1963; Kenya, từ năm 1963 đến năm 1964; Tanganyika từ năm 1961 đến năm 1962, sau đó nó trở thành một nước cộng hòa và sau đó sáp nhập với lãnh thổ bảo hộ của Anh cũ Zanzibar để trở thành Tanzania; Gambia từ năm 1965 đến năm 1970; Sierra Leone từ năm 1961 đến năm 1971; và Mauritius từ năm 1968 đến năm 1992. Malta cũng tiếp tục công nhận Nữ hoàng làm nguyên thủ quốc gia từ năm 1964 đến năm 1974 khi nhà nước này có tên gọi là Nhà nước Malta. Thuật ngữ này cũng được áp dụng cho Fiji sau khi giành được độc lập. Những tài liệu tham khảo tương tự về Barbados (nơi Nữ hoàng vẫn là nguyên thủ quốc gia từ năm 1966 đến năm 2021) như một "lãnh thổ tự trị" có thể được tìm thấy trong các ấn phẩm muộn nhất là vào những năm 1970.  